# Ksour Essef
Ksour Essef ou Ksour Essaf (arabe : قصور الساف) est une ville tunisienne située sur la côte du Sahel, à environ 200 kilomètres de Tunis.
Rattachée administrativement au gouvernorat de Mahdia, elle constitue une municipalité comptant 28 842 habitants en 2014.
Ksour Essef est notamment la ville natale du poète Youssef Rzouga et de l'acteur Ahmed Hafiane.

## Étymologie
D'après la tradition orale, le site était occupé par un ensemble de bâtiments romains, en ruine, qui servaient de refuge aux éperviers (sâf), d'où le nom de « châteaux des éperviers » donné à la ville. Cette légende renferme un noyau de vérité puisqu'un texte atteste que l'aristocratie de Mahdia — située à douze kilomètres de Ksour Essef — s'adonnait à la chasse à l'épervier dans la région de Salakta et ses environs[réf. nécessaire].

## Géographie
Ksour Essef possède plusieurs plages dont celle proche du village de Salakta.

## Histoire
La date de la création de la ville coïnciderait avec l'arrivée des Hilaliens en 1050. Après la chute de la ville de Salakta et avec l'arrivée des Arabes, beaucoup d'habitants phéniciens, grecs, byzantins et romains sont convertis à l'islam.

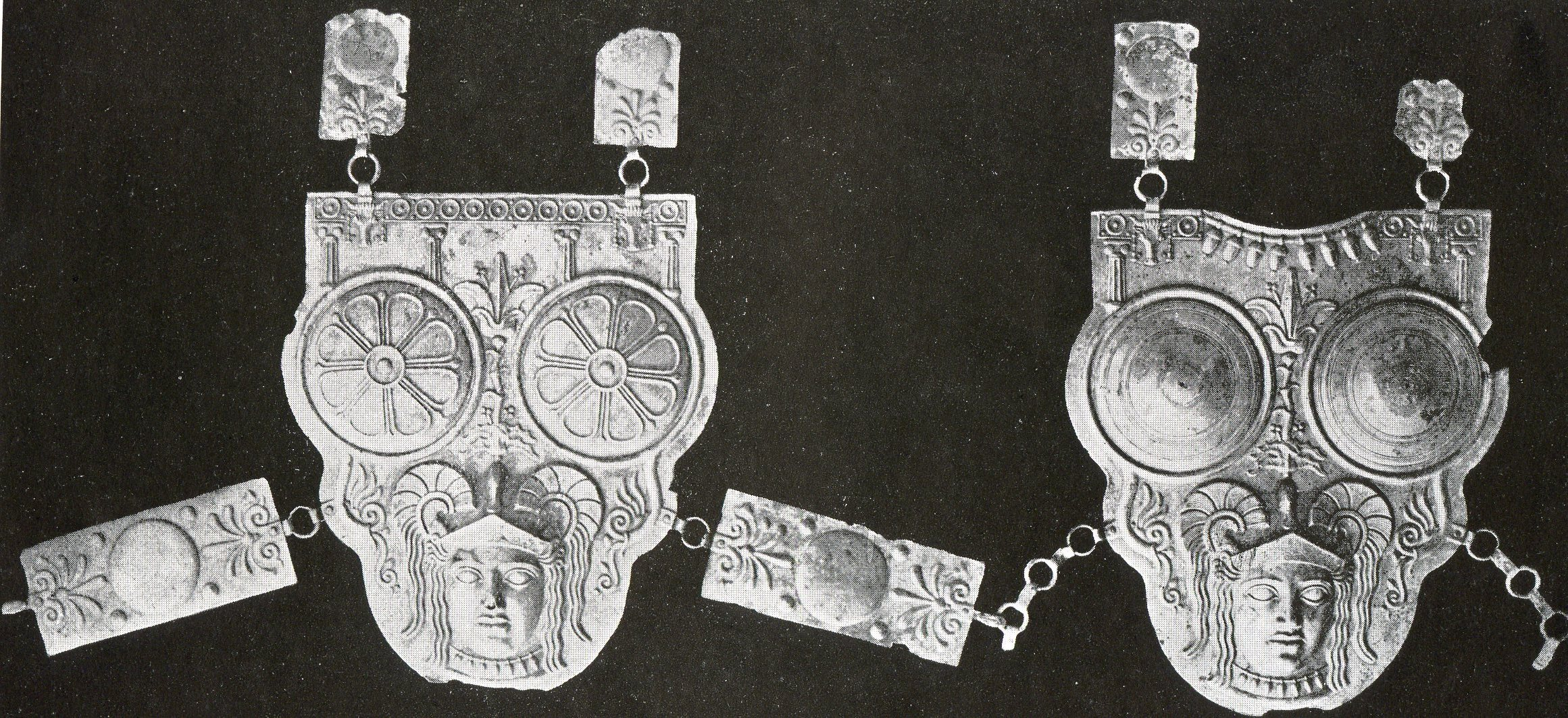
Cuirasse de Ksour Essef exposée au Musée national du Bardo

L'une des plus belles pièces du musée national du Bardo est une cuirasse de bronze qui provient d'une sépulture locale.
En effet, un caveau isolé à puits y a été découvert en 1910 : il contenait une cuirasse ouvrée en bronze d'importation italienne datable de 300 av. J.-C.. Le mort avait été inhumé dans un coffre-sarcophage en bois de cyprès qui avait, comme les ossements, des traces rouges funéraires. Ce coffre est similaire à celui de Gigthis aux dimensions suivantes : 84 centimètres de hauteur sur 1,80 mètre de longueur et 68 centimètres de largeur.

## Économie
L'économie de la ville est basée surtout sur l'agriculture, la pêche, le commerce et l'émigration. En effet, les migrants participent directement à son essor économique en y investissant, notamment dans la construction de maisons, l'installation de commerces et d'industries. Par ailleurs, un marché s'y tient tous les vendredis au centre-ville.
D'autre part, dans cette région du Sahel, une partie de la population vit encore au milieu des oliviers et bénéficient depuis plusieurs années d'électricité et d'eau comme dans le zensfine, groupement de maisons familiales qui cultivent des oliviers depuis plusieurs générations.